# Heteronyx magnus
Heteronyx magnus är en skalbaggsart som beskrevs av Moser 1924. Heteronyx magnus ingår i släktet Heteronyx och familjen Melolonthidae. Inga underarter finns listade i Catalogue of Life.